# Río Santa Lucía (Argentina)
El río Santa Lucía es un curso fluvial de la provincia de Corrientes, en el nordeste de la Argentina. Pertenece a la cuenca hidrográfica del río Paraná y desagua en los humedales ubicados al oeste de los esteros del Iberá.
El primer nombre que recibió este curso de agua fue el de río de los mepenes, en alusión al pueblo mepén que vivía en la región. En 1615 el gobernador Hernandarias mandó edificar la reducción de Santa Lucía de los Astos —de la cual tomó su actual nombre—, en las proximidades de la que actualmente es la ciudad de Goya. 

## Nacimiento y curso superior
Nace a una altitud de 72 m s. n. m. en el extremo norte de los esteros del Santa Lucía, los cuales poseen características hidrológicas y biológicas similares a las de los esteros del Iberá. Curiosamente, el lugar donde se encuentra su fuente se sitúa a sólo 6,7 km del río Alto Paraná (27°32′S 57°20′O / -27.533, -57.333), cerca de Itá Ibaté.
En el sector de esteros, en su margen derecha se encuentra un área protegida de nivel nacional: el parque nacional Mburucuyá.
La primera mitad de su recorrido lo hace por una región de escasa pendiente sin un cauce bien definido en un área de pajonales, humedales y lagunas denominada esteros del Santa Lucía, bifurcado en dos cadenas de esteros, de las cuales la oriental es la principal y portadora de los límites interdepartamentales. En esa traza los esteros del Santa Lucía solo descienden unos 8 metros a lo largo de unos 140 km. 

## Curso medio e inferior
Los esteros del Santa Lucía mantienen una orientación noreste-sudoeste, la misma que presenta su continuación hidrológica: el río Santa Lucía propiamente dicho. Unos 14 km antes del puente sobre la ruta nacional 118, denominado «Paso Naranjito», el río sale de una laguna ubicada a unos 64 m s. n. m. y comienza a correr por un cauce definido con numerosos meandros e islas, hasta finalmente volcar sus aguas —mediante un pequeño delta— en la margen izquierda del río Paraná Medio (29°04′S 59°13′O / -29.067, -59.217) a una altitud de 32 m s. n. m., entre las ciudades de Lavalle y Goya, tras recorrer un total de 190 km sin recibir afluentes notables. 

## Características generales
Los suelos de la región por donde discurre son arenosos, formados por lomadas donde crece naturalmente un denso monte de Prosopis y palmeras, en especial la palmera yatay (Butia yatay). Dichos suelos son aptos para el cultivo del tabaco (Nicotiana spp.) y cítricos (Citrus spp.).
Todo el curso del río es un refugio de variadas especies ictícolas, en especial el dorado (Salminus brasiliensis), cuya pesca está sin embargo controlada para el mantenimiento de la especie. Frente a su desembocadura se sitúan numerosas islas de abundante vegetación subtropical.
Los valores tanto de la dureza, como de la alcalinidad de sus aguas tienden a incrementarse en invierno y hacia la desembocadura; de igual manera ocurre con el pH, aunque en general es ligeramente ácido.
La cuenta del río Santa Lucía comprende unos 6200 km² y se encuentra al oeste de la del río Corriente-esteros del Iberá.

### Clima
El clima que corresponde a su cuenca es el subtropical semiestépico. Las temperaturas medias anuales van de 21,5 °C en su nacimiento hasta los 20,5 °C en su desembocadura. Las precipitaciones acumulan un total anual de 1550 mm en su nacimiento y 1250 mm en su desembocadura.

### Localidades en sus márgenes
Dos son las localidades que se encuentran en sus márgenes: San Roque y Santa Lucía. Otras localidades que se encuentran a escasos kilómetros del río o al borde de sus esteros son: Caá Catí, Mburucuyá, Lavalle, y Goya. Los esteros del Santa Lucía son atravesados por las rutas provinciales 5 y 6, y el río propiamente dicho lo es por las rutas nacionales 118, 12 y 123 y por la provincial 27. A la altura de San Roque lo atraviesa la vía férrea, hoy desactivada, del Ferrocarril General Urquiza.

## El río Santa Lucía como límite departamental
Por su longitud, caudal, e importancia histórica, este curso fluvial se ha utilizado para deslindar numerosos departamentos provinciales. Sólo un departamento logra poseer ambas riberas del río. Los esteros nacen en el límite entre los departamentos de San Miguel y General Paz. Luego de servir de límite de éste con Concepción por un corto trecho, los esteros ofician de límite entre este último con Mburucuyá y Saladas, aunque al no poseer cauce definido los límites son líneas rectas. Luego el río forma el límite de Saladas con San Roque y de éste con Bella Vista para finalmente ingresar al departamento Lavalle y desaguar en el Paraná haciendo de límite en su último tramo con el departamento Goya.

### Departamentos de norte a sur —margen izquierda—
- General Paz
- Mburucuyá
- Saladas
- Bella Vista
- Lavalle

### Departamentos de norte a sur —margen derecha—
- San Miguel
- Concepción
- San Roque
- Lavalle
- Goya